# Vapeur Légère
Vapeur Légère is een Belgisch bier van hoge gisting.
Het bier wordt gebrouwen in Brasserie à Vapeur te Pipaix. 
Het is een blond bier met een alcoholpercentage van 5%. Dit bier werd vroeger uitgebracht onder de namen Watt 5 en Vapeur Vanille.